# Cantonul Brienon-sur-Armançon
Cantonul Brienon-sur-Armançon este un canton din arondismentul Auxerre, departamentul Yonne, regiunea Burgundia, Franța.

## Comune
- Bellechaume
- Brienon-sur-Armançon (reședință)
- Bussy-en-Othe
- Chailley
- Champlost
- Esnon
- Mercy
- Paroy-en-Othe
- Turny
- Venizy